# Sous-station Temple
La sous-station Temple est un immeuble situé à Paris, 10e arrondissement, en France. Il abritait un transformateur électrique convertissant le courant électrique pour les besoins de la Compagnie parisienne de distribution d'électricité.

## Localisation
L'immeuble est situé dans le 10e arrondissement de Paris, au 36 rue Jacques-Louvel-Tessier.

## Description
La sous-station est un bâtiment en briques.

## Historique
Le bâtiment est construit en 1908 par l'architecte Paul Friesé pour la Compagnie parisienne de distribution d'électricité avec une architecture similaire aux sous-stations du métro de Paris construites à la même époque. Il est surélevé en 1912.

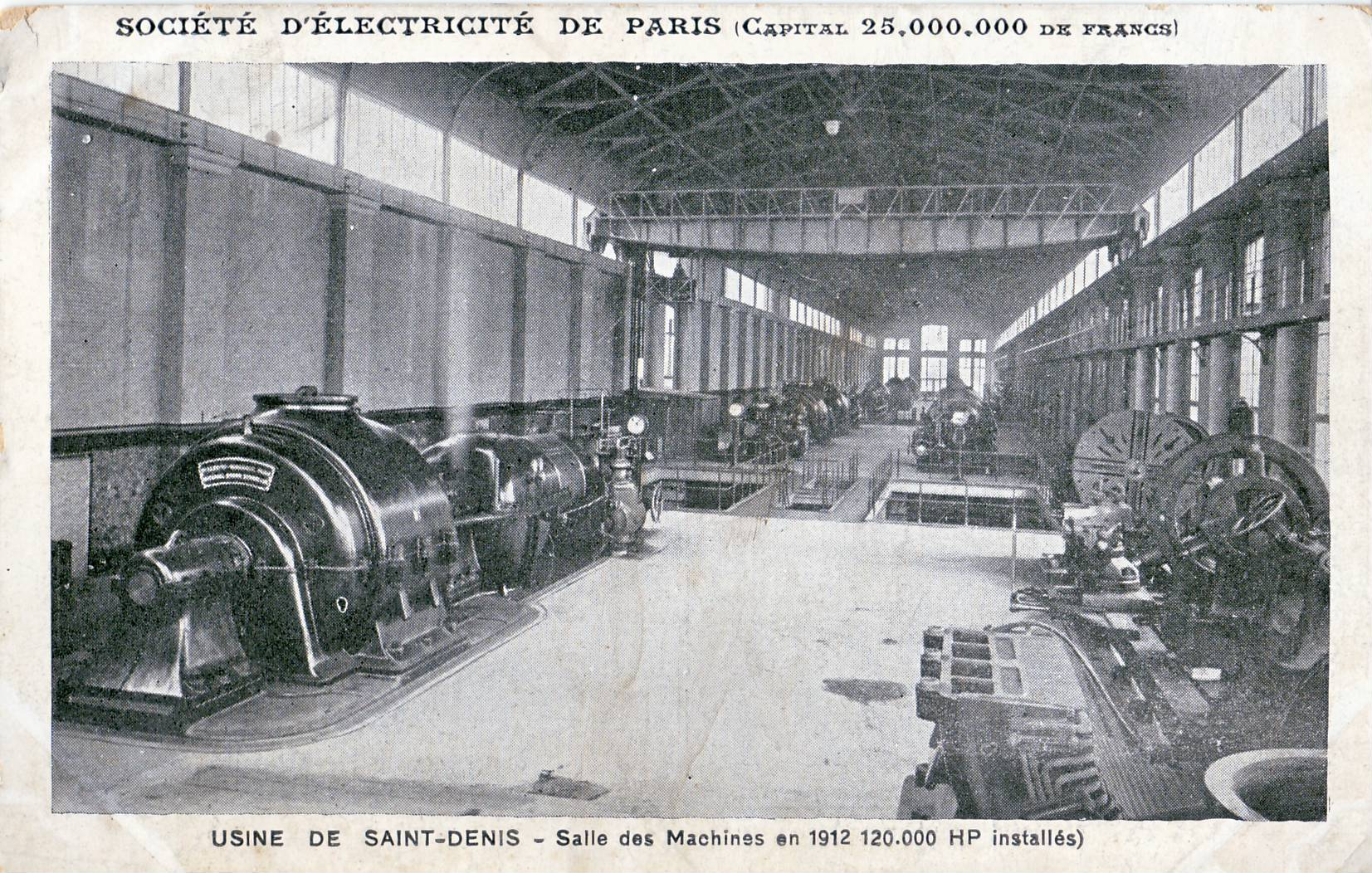
Salle des alternateurs de la centrale électrique de Saint-Denis en 1912.

Il fait partie des anciennes sous-stations électriques. À l’intérieur, on trouvait, jusqu’au milieu du XXe siècle, une immense salle des machines composée de quatre commutatrices. Ces dernières étaient capables de convertir le courant alternatif à haute tension fourni par la centrale thermique de Saint-Denis en courant continu à basse tension.
L'édifice est inscrit au titre des monuments historiques en 1992. 
Désaffectée, l'ancienne sous-station accueille désormais un centre d'hébergement et de stabilisation de l'association Emmaüs Solidarité.